# 코르도바 칼리파국
코르도바 칼리파국(안달루시아 아랍어: خلافة قرطبة Khilāfat Qurṭuba, 라틴어: Caliphatus Cordubae, 스페인어: Califato de Córdoba)은 929년에서 1031년 사이 이베리아반도에 있던 이슬람 칼리파국이다. 코르도바 아미르국의 아미르였던 아브드 알라흐만 3세가 929년 스스로 칼리프를 자처하면서 수립되었다. 수도는 코르도바이었고 영토는 알안달루스와 지브롤터 해협 건너 일부 북아프리카 지역에 걸쳐 있었다. 이 시기에 이베리아반도의 이슬람 문화는 절정을 이루어 수 많은 건축 유적을 남겼다.
11세기 초 제3대 칼리프였던 히샴 2세가 실권을 잃고 총리 격인 히지브였던 알만수르 이븐 아비 아미르가 섭정 정치를 시작하였다. 이후 히샴 3세 시기 북부 기독교 국가들과의 전쟁에서 히지브가 사망하자 권력을 놓고 알안달루스 내전이 일어나 코르도바 칼리파국은 몰락의 길을 걸었다. 1031년 히샴 3세가 사망하자 코르도바 칼리프국은 여러 타이파로 분해되었다.

## 역사

### 건국
750년 오랜 내전으로 약화되어 있던 우마이야 칼리파국은 아바스 왕조에 의해 멸망하였고 아바스 칼리파국이 세워졌다. 그러나 이슬람 세계의 서쪽에 위치한 오늘날의 알제리, 모로코, 이베리아반도에 해당하는 지역은 아바스의 칼리파를 인정하지 않고 독자적인 아미르국으로 남았다. 756년 알안달루스의 아미르 아브드 알라흐만 1세는 우마이야 왕조의 계승을 자처하며 코르도바 아미르국을 건국하였다. 이는 이슬람 세계 최초의 분열이었다.
당시 이슬람 세계에서 칼리파는 유일하게 한 명 만을 인정하였고 무함마드의 후계로 존중되었다. 이 때문에 시아파는 마지막 정통 칼리파였던 알리 이븐 아비 탈리브의 사망 이후 세워진 우마이야 세습 칼리파의 권위를 부정하였고 결국 우마이야 칼리파국 멸망의 한 원인이 되었다. 그러나 순니파에 속하는 코르도바의 아바스 칼리파에 대한 부정은 보다 세속적인 정치적 이유 때문이다. 이슬람 세계의 중심이 우마이야의 수도 다마스커스에서 아바스의 수도 바그다드로 이동하자 그 서쪽 끝에 위치해 있던 지역의 아미르들을 통제할 수는 없게 된 것이다. 원래 칼리프에게 임명된 지역의 총독이었던 아미르는 이후 세습적 지위가 되었고 중세 서양의 봉건 영주와 같이 독립적인 아미르국을 운영하였다.
코르도바의 아미르들은 10세기 초까지 아미르 또는 술탄으로 불리며 알안달루스를 통치하였다. 이들은 우마이야 왕조의 전통과 제도를 유지하였고 스스로 우마이야의 계승자로 자처하였다. 909년 아바스 왕조에 반기를 든 파티마 칼리파국이 오늘날 튀니지와 알제리에 해당하는 이프리키야를 중심으로 건국되어 빠르게 북아프리카의 지중해 연안과 레반트 지역을 석권하였다. 파티마 칼리파국은 무함마드의 딸 파티마 자흐라의 후계를 자처하는 시아파였고 북아프리카 지역을 차지한 뒤 알안달루스를 침공하였다.
파티마 왕조가 스스로 칼리파를 자처 하였기 때문에 원칙적으로 칼리파를 따라야 하는 아미르라는 호칭으로는 이들의 침공에 대응하기 어려웠다. 929년   코르도바의 아브드 알라흐만 3세는 스스로 칼리파를 자처햐였고 코르도바 칼리파국이 수립되었다. 이로서 이슬람 세계는 바그다드의 아바스, 이프리키야의 파티마, 알안달루스의 코르도바까지 세 명의 칼리파가 동시대에 존재하는 상황을 마주하게 되었다. 아브드 알라흐만 3세는 파티마 왕조의 침공을 격퇴한 뒤로도 칼리파의 지위를 유지하였지만 알안달루스를 벗어난 이슬람 세계의 다른 지역에선 그를 칼리파로 인정하지는 않았다.

#### 번영
건국 뒤 코르도바 칼리파국은 번영을 누렸다. 아브드 알라흐만 3세는 알안달루스를 통합하고 북부의 기독교 왕국들과 힘의 우위를 앞세운 외교를 펼쳤다. 그는 927년 파티마 왕조의 추가적인 침공 시도를 막기 위해 모로코 북부의 멜리야를 점령하였고 931년에는 세우타를, 951년에는 탕헤르를 점령하였다. 948년 오늘날 모로코의 전신인 이드리스 아미르국이 코르도바의 칼리파를 인정하고 번국이 되자 이들에게 탕헤르를 양도하였다.:63 이후 모로코 지역은 코르도바와 파티마 왕조 사이의 경쟁 지역이 되어 958년 파티마 왕조가 이드리스 아미르국을 복속시켰으나:75 973년 코르도바가 다시 점령하였다.:75
나날이 강대해져 가는 코르도바의 번영은 주변 국가들의 주목을 끌었다. 코르도바 칼리프국은 북아프리카 뿐만 아니라 이베리아 북부의 기독교 왕국들, 그리고 피레네 산맥 넘어의 유럽 국가들도 교류하였다.  이 시기 코르도바의 인구는 약 6백 25만 여 명이었다. 코르도바는 세금 수입을 군대 육성과 병사의 봉급 지급, 공공 건물의 건축, 칼리파의 필요에 따른 소요 등에 사용하였다.
961년 아브드 알라흐만 3세가 사망하자 칼리파의 지위는 당시 46세였던 그의 아들 알 하캄 2세에게 계승되었다. 알 하캄 2세는 주변국에 대한 아버지의 정책을 이어 받았고 학문과 문예의 장려에 힘을 쏟았다. 코르도바 칼리파국은 알 하캄 2세 시기에 절정을 맞았다.

#### 몰락

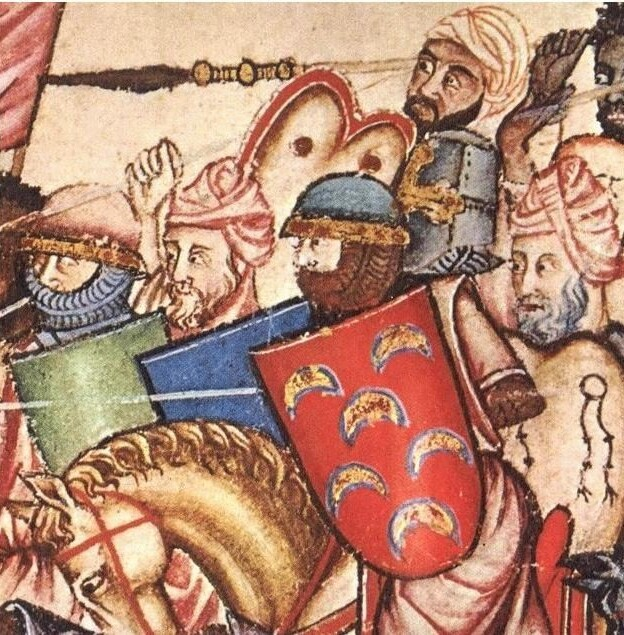
알만수르의 군대

976년 알 하캄 2세가 사망할 당시 그의 외동아들이자 후계자였던 히샴 2세는 고작 10세로 어렸고 칼리파의 지위를 계승하기에 부적절하다는 반대에 부딪혔지만, 당시 총리 격인 하지브였던 알만수르 이븐 아비 아미르는 히샴 2세를 칼리파로 인정하고 충성을 맹세하였다. 그러나 실권은 히샴 2세의 모후로서 섭정을 맡은 수브에게 있었다. 996년 알만수르는 모로코를 침공하여 탕헤르를 다시 점령하였고 2년 뒤인 998년 모로코의 수도 페스에 입성하였다. 이로서 알만수르는 수브를 압도하는 영향력을 행사하게 되었다. 이제는 성년이 되어 친정을 하고자 했던 히샴 2세의 바램과 달리 알만수르는 수브의 동의 아래 칼리파를 궁전에 고립시키고 실권을 행사하였다. 알만수르는 당시 알안달루시아로 이주해 온 베르베르족 병사들의 지지를 받았다.
이후 히샴 2세의 칼리파 지위는 그저 명목 상의 호칭으로 전락하게 되었다. 코르도바 칼리파국의 실권을 장악한 알만수르는 하지브 지위를 자신의 아들이 세습하게 하였다. 훗날 레콩키스타가 시작되어 북부 기독교 왕국들이 코르도바의 영토를 잠식해 오자 알만수르의 아들이자 하지브였던 아브드 알라흐만 산추엘로는 이에 대응하다 전사하였다.
칼리파가 아무런 힘이 없는 상징적 지위가 되고 실권자 아브드 알라흐만 산추엘로가 1009년 전사하자 저마다 권력을 차지하려는 지역 군벌들이 알안달루스 내전을 일으키게 되었다. 1031년 히샴 3세가 코르도바의 마지막 칼리파로서 사망하자 코르도바 칼리파국은 결국 붕괴되어 코르도바 타이파국, 사라고사 타이파국, 세비야 타이파국으로 분해되었다.

## 문화

### 문예
코르도바 칼리파국은 알안달루스 지역 문예와 학문의 중심이었다.고대 그리스의 텍스트들이 아랍어, 라틴어, 히브리어로 옮겨졌고 히샴 2세 시기 궁전 도서관의 장서 수는 40 - 50만 여 권에 달했다. 같은 시기 스위스의 장크트갈렌 수도원의 소장 도서는 100 여권에 불과하였다.코르도바에서는 과학, 역사, 지리, 철학, 언어에 대한 활발한 연구가 이루어졌다. 9세기 이슬람 시인이었던 지리아브는 알안달루스의 새로운 예술과 음악, 문학이 이슬람 세계 동부로 흘러들어 간다고 노래하였다.(p. 164) 칼리파 스스로가 문예의 진흥자를 자처하였는데 이븐 다라즈 알콰스탈리와 같은 궁정 전속 시인을 두었다. 그는 안달루시아 아랍어와 모사라베어로 시를 지었고 사랑을 노래한 그의 작품은 당대에 널리 알려졌다.(p. 165) 아흐마드 이븐 무함마드 이븐 무사 알 라지는 《알안달루스 군주의 역사》를 기록하였다. 이 책은 무슬림의 알안달루스 정복 시기부터 당대에 이르는 역사를 담고 있다.(pp. 165–166)
코르도바 칼리파국은 딤미로서 기독교와 유대인을 허용하였고 이들 역시 알안달루스의 일원으로 문예에 기여하였다.(pp. 166) 유대인 학자였던 하스다이 이븐 샤프루트가 이 시기에 살았다. 그가 살았던 10세기 무렵은 스페인의 유대 문화 황금기였고 바그다드 등의 다른 유대 문화 중심지와 독자적으로 문예를 발전시켰다.(pp. 168) 한편, 알안달루스의 라틴 문화는 점차 아랍화 되었다. 이들은 여전히 라틴어를 사용하였지만 북부의 기독교 국가들이나 유럽과는 언어, 문화와 관습에서 차이를 보이게 되었다. 그러나 알안달루스의 기독교인들이 북부의 다른 기독교 국가를 여행하는 것이 금지 되지는 않았다.(p. 169)
코르도바 칼리파국의 상류층은 여성도 문예를 익힐 수 있었다.(pp. 166–167) 꾸란 필사본과 시를 남긴 아이샤 이븐 아흐마드를 예로 들 수 있다.(p. 166) 이슬람 국가로서 샤리아를 따르는 코르도바는 매우 남성 중심적인 사회였지만 남녀 모두 교육을 받아야 한다고 생각하였다.(pp. 167)

### 미술

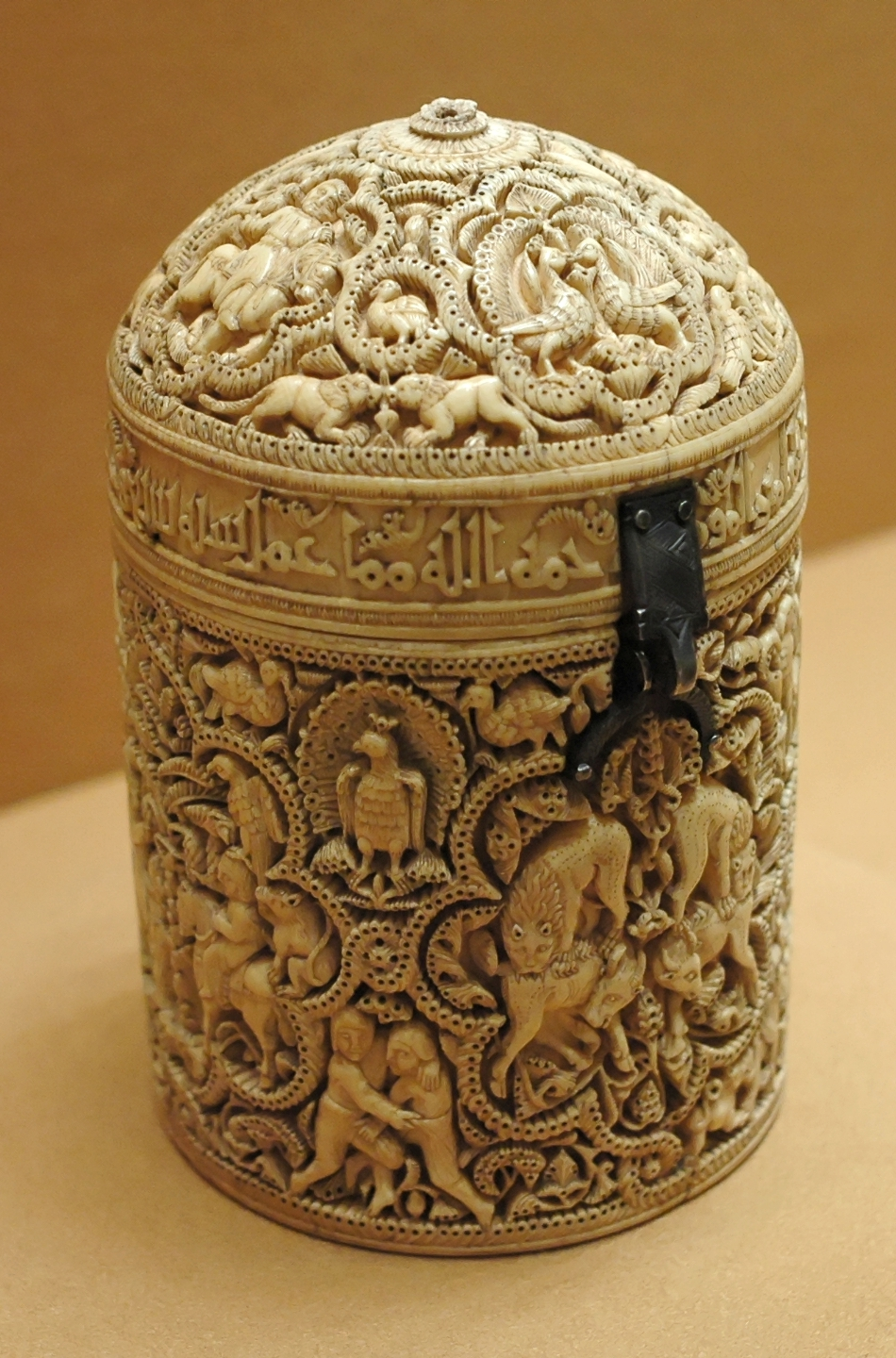
알무기라의 함

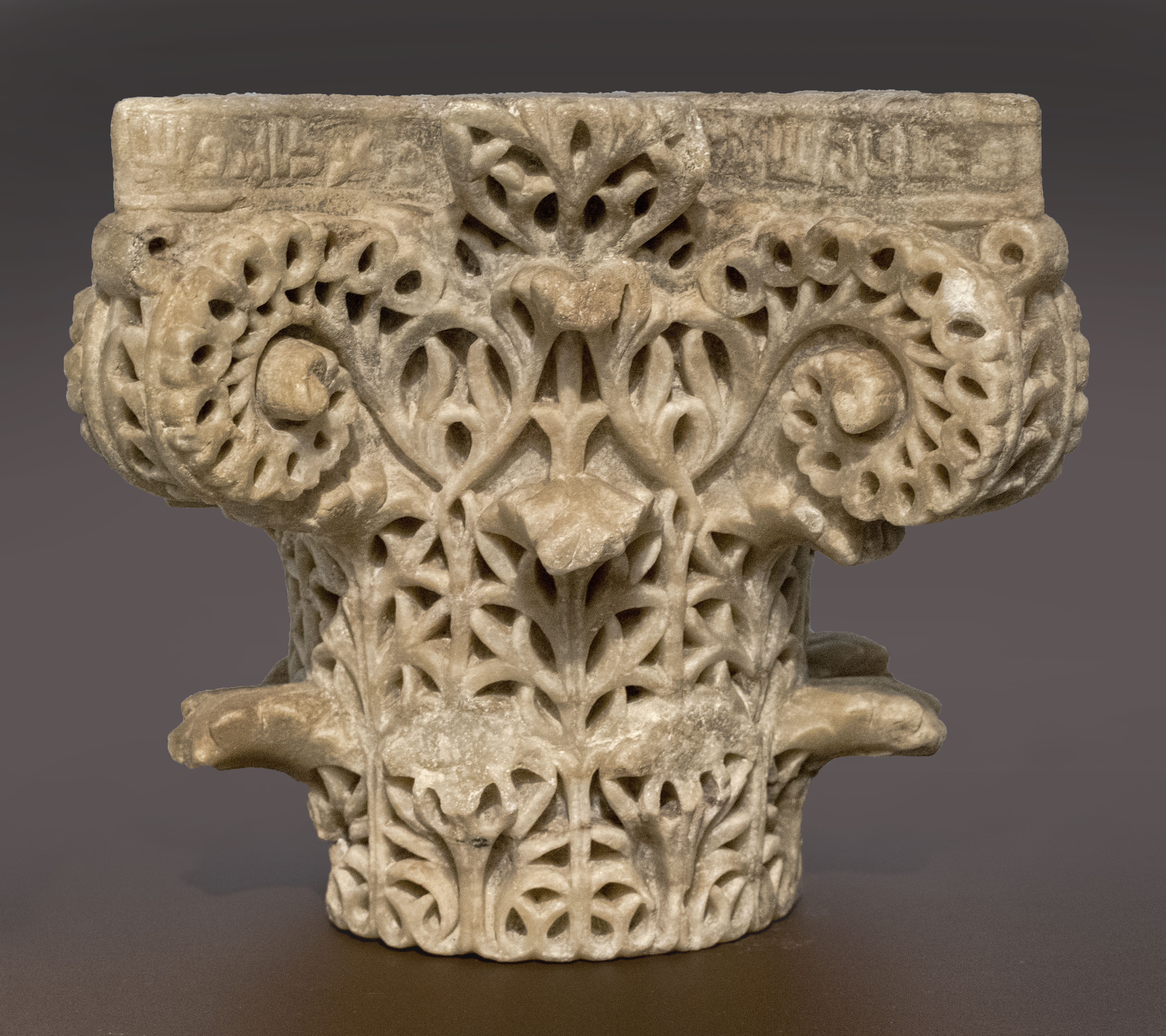
로마 양식으로 제작되어 아라베스크 문양으로 마감된 코르도바의 주두

칼리파의 궁정 공방에서는 외교를 위한 선물로 쓰거나 궁정에서 사용할 각종 공예품을 제작하였다. 코르도바 공예품 가운데 가장 유명한 것은 상아를 세공하여 만든 함이다. 아라베스크 문양, 이슬람 캘리그라피, 사람이나 동물을 본 뜬 부조 등으로 치장된 상아함들은 유럽 각지의 성당이나 박물관 한 켠을 차지하고 있다.(pp. 139–141) 가장 유명한 것으로는 알무기라의 함, 사모라의 함, 레이레 궤 등이 있다. 궁정 공방은 "티라즈"라 불리던 질 좋은 비단을 제작하였고 도기와 가죽세공품도 만들었다.T(pp. 41–44)
청동상들도 제작하였는데 사슴을 본뜬 청동상이 코르도바 고고민속 박물관, 스페인 국립 고고학 박물관, 도하 이슬람 미술관 등에 전시되어 있다. 이 사슴상은 "코르도바의 사슴"으로 불린다.(pp. 211–212) 코르도바 칼리파국의 붕괴 이후 상아세공과 비단 등의 생산은 중단 되었지만 가죽세공과 도기 제작은 이후로도 계속 이루어졌다.
코르도바 건축물의 창문 틀과 같은 곳은 대리석으로 장식되었다.(pp. 46, 242–255) 기둥의 주두는 고대 로마 시기부터 내려오던 전통을 이어받아 제작되었는데 코린토스 양식을 따른 것이 많다. 그러나 아라베스크 문양으로 세부를 장식하여 문화의 융합을 보여준다.(pp. 244–245) 코르도바 칼리파국 붕괴 이후 알안달루스를 침공한 무라비트 술탄국은 이 기둥 머리들을 값비싼 전리품으로 여겨 가지고 갔다. 12세기 무렵 알제리를 중심으로 세워진 알모하드 칼리파국 역시 이베리아를 침공하면서 이 기둥 머리를 챙겼다. 모로코의 마라케시에 있는 다르 시 사이드에도 이 시기 코르도바에서 제작된 우두용 욕조가 전시되어 있는데 이것은 알만수르의 아들 아브드 알말리크가 사용하던 것이다. 무라비트는 이 욕조를 전리품으로 가져가 새로 세운 건물에 설치하였다.(pp. 46, 242–255)

### 건축

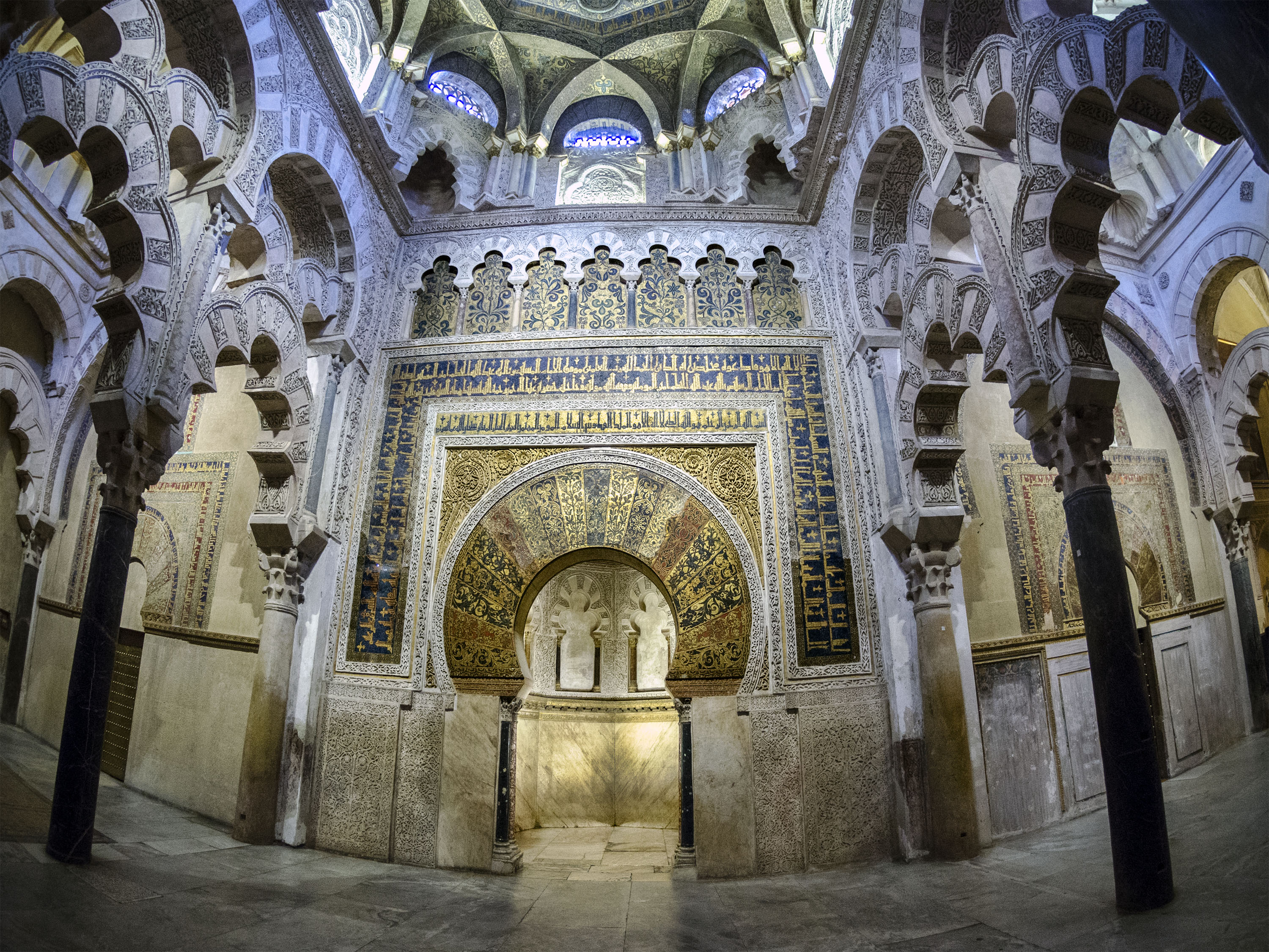
962년 세워진 코르도바의 메스키타. 훗날 가톨릭 대성당으로 개조되었다.

아브드 알라흐만 3세는 요새화된 궁정 도시인 마디나트 알자흐라를 세워 자신의 정치적 입지를 다지고자 하였다. 936년 시작된 건축은 640년까지 4년간 계속되었고 그 후로도 대를 이어 계속 증개축되었다. 새 수도에는 주무아를 위한 모스크가 세워졌고 통치를 위한 정부 청사와 귀족들의 거주지, 정원, 조폐국, 병영, 여러 공예품을 제작하는 공방, 그리고 이슬람 특유의 공중목용탕인 하맘이 세워졌다.
아브드 알라흐만 3세는 마디나트 알자흐라에 궁정과 대모스크인 메스키타를 세우고 아잔을 외칠 미나레트를 세웠다. 962년 아브드 알라흐만 3세의 후계자 알 하캄 2세는 모스크의 예배 공간을 확장하고 돔과 미흐라브를 설치하였고 당대 건축 기술의 혁신인 다엽장식 아치를 세웠다. 내부는 비잔틴 모자이크의 영향을 받은 모자이크 장식으로 마감하였다.
톨레도에 있는 크리스토 드 라 루즈의 모스크는 메스키타에 비해 매우 작은 규모이지만 아랍 문자와 아라베스크 문양이 조화롭게 어우러진 기념비적인 건축물이다. 하엔에도 이 당시의 건축 유적이 많이 남아 있다.
10세기 무렵 모로코는 코르도바와 파티마 왕조 사이에 낀 경합 지역으로 양측 모두의 영향을 받았다. 오늘날 모로코에 남아 있는 코르도바 양식의 건축으로는 알카라윈 대학교와 알안달루시인 모스크가 있다.

## 경제

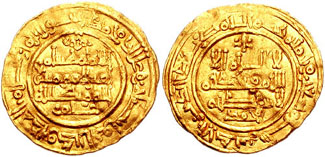
히샴 2세의 디나르 금화

코르도바 칼리파국은 지중해를 통해 다른 이슬람 세계와 연결되어 있었다. 코르도바의 주요 수출품은 곡물, 방직물, 도기, 금속세공 등이었다. 한편 쌀과 같은 곡물이나 수박, 바나나, 가지, 경질 밀 등이 수입되었다. 관개 농업을 위해 수차가 사용되었고 유대인이 상업 활동에서 중요한 역할을 하였다. 당시에는 달리 국제 금융이 없었기 때문에 국제 무역은 상인 간의 신뢰에 의해 유지되었는데 유대 상인들이 혈연 관계나 개인적 친분으로 지중해 전역에 무역망을 형성하고 있었기 때문이다. 이들은 알안달루스에서 카이로와 레반트에 이르는 지역의 국제 무역을 도맡았다. 칼리파는 유대인의 이러한 상업망을 이용하여 국부를 쌓고자 하였다.

## 인구
11세기 알안달루스 지역 주민의 종교 현황
코르도바 칼리파국의 인구는 서로 다른 민족, 문화, 종교 등으로 얽히고 섥혀 있었다. 아프리카 북부에서 이주해 온 지배층은 소수였고 그 밑으로 베르베르족과 같이 군사력을 유지하기 위해 동원된 여러 무슬림들이 있었다. 애초에 기독교 신자였으나 이슬람으로 개종한 뒤 점차 아랍화되었던 물라디가 인구의 많은 부분을 차지했다.
그럼에도 여전히 기도교 신앙을 유지하는 모사라베들 역시 인구의 상당 부분을 차지하였다. 10세기 중반 코르도바 인구 가운데 무슬림은 절반 정도였으나 11세기가 되면서 70%로 증가하였다. 코르도바는 샤리아에 따라 다른 종교를 허용하였으나 딤미인 기독교도와 유대인은 별도의 지즈야를 내야했기 때문에 시간이 지남에 따라 이슬람으로 개종하는 일이 늘었다.
문화적인 부분에서도 모사라베는 서고트 왕국의 전례를 따르고 있었고 상업에서 중요한 역할을 한 유대인들은 자신들만의 시나고그를 유지하였다. 아미르국 시기부터 코르도바는 우마이야 칼리프국의 법령에 따라 유대인을 자유민으로 인정하였기 때문에 유대인 입장에서는 철저히 배제되었던 서고트 왕국 시기보다 이슬람 세계가 비교적 운신의 폭이 넓었다. 그렇다 하더라도 이슬람 역시 유대인의 주거 지역을 제한하는 것과 같은 차별을 두었다.
가장 많은 인구를 차지하는 사람들은 히스파니아 로만 계통의 주민들로 당시 6백에서 7백만 명 정도였을 것으로 추정된다. 이들은 상당수가 이슬람으로 개종하여 물라디가 되었지만 대부분 사회 계층에서 낮은 위치에 있었다. 전성기 코르도바 수도의 인구는 45만 정도였다. 이는 당시 유럽에서 두 번째로 큰 규모이다.

## 같이 보기
- 칼리파국
- 코르도바 아미르국
- 이슬람의 역사
- 지브롤터의 역사
- 알제리의 역사
- 포르투갈의 역사
- 모로코의 역사
- 스페인의 역사
- 수니파

## 참고 문헌
- Allen, William Edward David; ʻAbd al-Raḥmān ʻAlī Ḥajjī & Mariano González Campo (2002). 《Al-Ghazal y la embajada hispano-musulmana a los vikingos en el siglo IX》. Madrid: Miraguano ediciones. 238쪽. ISBN 9788478132706.
- Arié, Rachel (1984). 《Historia de España. España Musulmana: siglos VIII-XV.》. Tomo III. Labor. 558쪽. ISBN 9788433594235.
- Ballestín Navarro, Xavier (2004). 《Al-mansur y la Dawla'amiriya: Una dinámica de poder y legitimidad en el occidente musulmán medieval》. Edicions Universitat Barcelona. 27쪽. ISBN 9788447527724.[깨진 링크(과거 내용 찾기)]
- Bariani, Laura (2003). 《Almanzor》. Nerea. 298쪽. ISBN 9788489569850.[깨진 링크(과거 내용 찾기)]
- Barton, Simon (2004). 《A History of Spain》. New York: Palgrave MacMillan. ISBN 0333632575.[깨진 링크(과거 내용 찾기)]
- Castellanos Gómez, Juan (2002). 《Geoestrategia en la España musulmana: las campañas militares de Almanzor》. Ministerio de Defensa. 199쪽. ISBN 9788478239672.
- Chejne, Anwar G. (1974). 《Muslim Spain: Its History and Culture》. Minneapolis: The University of Minnesota Press. ISBN 0816606889.
- Colmeiro y Penido, Manuel (1863). 《Historia de la economía política en España》. Tomo I. Madrid: Imprenta de Cipriano López. 508쪽.
- Cruz Hernández, Miguel (1992). 《El islam de Al-Ándalus: historia y estructura de su realidad social》. Ministerio de Asuntos Exteriores, Agencia Espyearla de Cooperación Internacional, Instituto de Cooperación con el Mundo Árabe. 654쪽. ISBN 9788472326354.
- De Bordejé Morencos, Federico Fernando (1992). “El Islam, la España musulmana y la mar”. 《Revista de historia naval》 (39): 97–114. ISSN 0212-467X.
- Dozy, Reinhart P. (2010). 《Historia de los musulmanes de España. Las guerras civiles》. Madrid: Biblioteca Turner. 464쪽. ISBN 978-84-7506-941-8.
- Echevarría Arsuaga, Ana (2011). 《Almanzor: un califa en la sombra》. Silex Ediciones. 272쪽. ISBN 9788477374640.
- Fletcher, Richard A. (1991). 《The Quest for El Cid》. Oxford University Press. ISBN 9780195069556.[깨진 링크(과거 내용 찾기)]
- Fletcher, Richard A. (1999). 《El Cid》. Nerea. Traducido por Javier Sánchez García-Gutiérrez. 248쪽. ISBN 9788489569294.
- Fletcher, Richard (2000). 《La España mora》. 번역 Julio Rodríguez Puértolas. Nerea. 213쪽. ISBN 9788489569409.[깨진 링크(과거 내용 찾기)]
- Frers, Ernesto (2008). 《Más allá del legado pirata. Historia y leyenda de la piratería. La fabulosa aventura de los bandoleros del mar.》. Barcelona: Ediciones Robinbook. ISBN 978-84-7927-963-9.
- Glick, Thomas F. (2005) [1999]. 《Islamic and Christian Spain in the Early Middle Ages》. The Netherlands: Brill.
- González Batista, Juan (2007). 《España estratégica: guerra y diplomacia en la historia de España》. Madrid: Sílex ediciones. 501쪽. ISBN 9788477371830.
- Jiménez Losantos, Federico (1999). 《Los nuestros: cien vidas en la historia de España》. Barcelona: Planeta. 437쪽. ISBN 978-84-08-03304-2.
- Kennedy, Hugh (1996). 《Muslim Spain and Portugal: a political history of al-Andalus》. Longman. 342쪽. ISBN 9780582495159.
- Lévi Provençal, Évariste (1957). 《Historia de España: España musulmana hasta la caída del califato de Córdoba: 711-1031 de J.C.》. Tomo IV. Espasa-Calpe. Edición de Ramón Menéndez Pidal & Leopoldo Torres-Balbás. Traducción de Emilio García Gómez. 523쪽. ISBN 9788423948000.
- Fusi Azpurúa, Juan Pablo (2012). 《Historia mínima de España》. México: Turner. 304쪽. ISBN 9788415427650.
- Marín Guzmán, Roberto (2006). 《Sociedad, política y protesta popular en la España musulmana》. publisher Universidad de Costa Rica. 611쪽. ISBN 9789968936965.
- Martínez Enamorado, Virgilio; Torremocha Silva, Antonio (2001). 《Almanzor y su época: al-Ándalus en la segunda mitad del siglo X》. Málaga: publisher Sarriá. 197쪽. ISBN 978-84-95129-55-0.
- Matés Baco, Juan Manuel; Agustín González, Enciso (2006). 《Historia económica de España》. Barcelona: publisher Ariel. 1020쪽. ISBN 9788434445345.
- Mitre Fernández, Emilio (1979). 《La España medieval: sociedades, estados, culturas.》. Ediciones Akal. 392쪽. ISBN 9788470900945.
- Morales Romero, Eduardo (2004). 《Historia de los vikingos en España: ataques e incursiones contra los reinos cristianos y musulmanes de la Península Ibérica en los siglos IX-XI》. Madrid: Miraguano Ediciones. 238쪽. ISBN 978-84-7813-270-6.
- Reilly, Bernard F. (1993). 《The Medieval Spains》. Cambridge: Cambridge University Press. ISBN 0521394368.
- Ríu Ríu, Manuel (1988). 《Historia de España: Edad Media (711-1500)》. Tomo II. Madrid: Espasa-Calpe. Edición de José María Blázquez. 630쪽. ISBN 978-84-239-5090-4.
- Russell, Peter Edward; Carr, Raymond (1982). 《Introducción a la cultura hispánica: Historia, arte, música》. Barcelona: Publisher Crítica. 361쪽. ISBN 978-84-7423-186-1.
- Suárez Fernández, Luis (1976). 《Historia de España: Antigua y Media》 I. Madrid: Ediciones Rialp. 729쪽. ISBN 978-84-321-1882-1.
- Tapia Garrido, José Ángel (1976). 《Almería musulmana: hasta la conquista de Almería por Alfonso VII (711-1147 de J. C.)》. Tomo II. Almería: Monte de Piedad y Caja de Ahorros de Almería. 512쪽.
- Vara, Carlos (2012). 《Las Navas de Tolosa》. Barcelona; Buenos Aires: Parkstone International. ISBN 978-84-350-4582-7.
- Valdés Fernández, Fernando (1999). 《Almanzor y los terrores del milenio》. Santa María la Real. 160쪽. ISBN 9788489483095.[깨진 링크(과거 내용 찾기)]
- Vallvé Bermejo, Joaquín (1992). 《El Califato de Córdoba》. Madrid: Mapfre. Edición de Elena Romero. 351쪽. ISBN 978-8-47100-406-2.
- Vernet Ginés, Juan (1979). 《Estudios sobre la historia de la ciencia medieval》. Barcelona: Universidad Autónoma de Barcelona. 508쪽.
- Weiner, Jack (2001). 《El Poema de mio Cid: el patriarca Rodrigo Díaz de Vivar trasmite sus genes》. Kassel: Reichenberger. 172쪽. ISBN 978-3-935004-38-1.

- Ambrosio, B.; Hernandez, C.; Noveletto, A.; Dugoujon, J. M.; Rodriguez, J. N.; Cuesta, P.; Fortes-Lima, C.; Caderon, R. (2010). "Searching the peopling of the Iberian Peninsula from the perspective of two Andalusian subpopulations: a study based on Y-chromosome haplogroups J and E". Collegium Antropologicum 34 (4): 1215–1228.
- Fletcher, Richard (2001). 《Moorish Spain》 Hacover판. Orion. ISBN 1-84212-605-9.
- Guichard, P. (1976). Al-Andalus: Estructura antropológica de una sociedad islámica en Occidente. Barcelona: Barral Editores. ISBN 8421120166